# Euderces propinquus
Euderces propinquus là một loài bọ cánh cứng trong họ Cerambycidae.